# Украшенный прыгун
Украшенный прыгун (лат. Plecturocebus ornatus) — вид приматов семейства саковых. Эндемик Колумбии.  В 2016 году согласно молекулярно-генетическим исследованиям Byrne с коллегами перенесли вид из рода Callicebus в род Plecturocebus.

## Описание
Спереди ушей небольшие пучки белой шерсти. Вдоль лба белая поперечная полоса. Шерсть на спине и голове серо-коричневая, брюхо, грудь, горло красно-коричневые, ступни и ладони также белые. Хвост у основания тёмного красно-коричневого оттенка, далее белый. От родственных видов Plecturocebus cupreus и Plecturocebus discolor отличается белыми ушами и пальцами.

## Распространение
Встречаются в восточной части Колумбии в департаменте Кундинамарка на севере до верховьев реки Мета, на юге до департамента Мета.

## Статус популяции
Международный союз охраны природы присвоил виду охранный статус «Уязвимый», поскольку по оценкам 2008 года площадь ареала сократилась более, чем на 30 % за 24 года (3 поколения) из-за вырубки лесов под сельхозугодья. Кроме того, ареал сильно фрагментирован. Плотность популяции оценивается в 5 особей на км².